# Керимов, Керим Байрам оглы
Кери́м Байра́м оглы́ Кери́мов (азерб. Kərim Bayram oğlu Kərimov; 7 ноября 1935, Фыстыхлы, Гахский район) — советский и азербайджанский инженер-строитель, Заслуженный инженер Азербайджана, депутат Верховного Совета Азербайджанской ССР и Верховного Совета Азербайджанской Республики.

## Биография
Родился в семье служащего. В 1953 году окончил среднюю школу № 1 Гахского района, в 1958 — Азербайджанский политехнический институт по специальности «инженер-строитель».
Работал инженером-проектировщиком, главным инженером строительно-монтажного управления АзПромСовета; под его руководством были построены прядильно-красильный комбинат в поселке Забрат-2 для АзерХалча, фабрики детских игрушек и культтоваров, другие объекты. С 1961 года — главный инженер строительного управления № 7 (СУ-7), с 1968 — начальник строительного управления № 4 (СУ-4) ГлавБакСтроя. Под его руководством было построено более 300 000 м2 жилой площади, школы на более 15 000 ученических мест и другие объекты соцкультбыта.
С 1970 года — управляющий строительно-монтажным трестом Министерства автомобильного транспорта на должность; под его руководством были построены автовокзалы в городах Закатала, Гёйчай, Кюрдемир, Шеки и др.; международный автомобильный гараж в Хырдаланах, автобусо-ремонтный завод в поселке Алят, многоэтажный таксомоторный парк в Баку и т. д. С 1972 года — заместитель начальника «Главмежколхозстроя»; руководил строительством крупных животноводческих, птицеводческих комплексов, а также объектов жилья и соцкультбыта в селениях республики.
В 1979—1981 годы учился в Академии народного хозяйства при Совете Министров СССР.
С 1981 года — первый заместитель, в 1983—1986 — начальник «Главмежколхозсовхозстроя»; за этот период объём строительно-монтажных работ МКСС и число вводимых объектов выросли более чем в 3 раза. В 1986—1992 годы возглавлял Республиканское объединение «Агропромстрой»; одновременно занимал пост заместителя председателя Государственного агропромышленного комитета Азербайджанской ССР.
В 1991 году был избран депутатом Верховного Совета АССР 12-го созыва, впоследствии — Верховного Совета Азербайджанской Республики.

### Награды
- Орден «Знак почёта».
- Заслуженный инженер Азербайджанской ССР.